# باند محافظ
در رادیو، یک باند محافظ قسمتی است استفاده نشده از طیف رادیویی بین باندهای رادیویی، به منظور جلوگیری از تداخل.
این یک محدوده فرکانسی باریک است که برای جداکردن دو محدوده فرکانس وسیع‌تر استفاده می‌شود تا اطمینان حاصل شود که هر دو را می‌توانند به‌طور همزمان بدون تداخل با یکدیگر ارسال کنند. در تسهیم‌سازی تقسیم-فرکانسی استفاده می‌شود. ممکن است در ارتباطات سیمی یا بی‌سیم استفاده شود، به طوری که باندهای فرکانسی مجاور روی همان رسانه بتوانند از تداخل جلوگیری کنند.
این طیف همچنین می‌تواند برای دستگاه‌های کم-مصرف مانند شبکه تلفن همراه خصوصی مجوز داشته‌باشد.